# La nave fantasma (film 1980)
La nave fantasma (Death Ship) è un film del 1980 diretto da Alvin Rakoff.
Il film, con protagonisti Richard Crenna, George Kennedy, Nick Mancuso e Saul Rubinek, appartiene al filone nazi-horror, in voga in quel periodo.

## Trama
Oceano Atlantico, 1980. Un transatlantico da crociera carico di passeggeri viene speronato da una misteriosa nave di foggia antiquata, che poi si allontana mentre il transatlantico cola a picco, lasciando a pochi occupanti la possibilità di salvarsi. Poco tempo dopo i naufraghi si imbattono nella stessa nave che ha causato il disastro, e vi salgono facilmente mettendosi così in salvo. Ma una volta a bordo scoprono che l'imbarcazione, pur funzionando bene, non è guidata da nessuno né ha occupanti. In effetti essa è popolata da spettri di ex nazisti, intenzionati a uccidere i naufraghi.